# 佐伯洋
佐伯 洋（さえき ひろし、1952年〈昭和27年〉11月2日 - ）は国土交通省の元技術系官僚。国土交通省退官後も日本鉄道車輌工業会専務理事等要職を歴任し、現在も日本鉄道車輌工業会の顧問及び鉄道友の会会長に就任している。

## 職歴
- 現 鉄道友の会 会長（2022年7月17日 - ）[1][2]
- 現 日本鉄道車輌工業会 顧問（2021年〈令和3年〉6月1日 - ）
- 元 日本鉄道車輌工業会 専務理事[3]（2009年〈平成21年〉8月1日 - 2021年〈令和3年〉5月27日）
- 国土交通省退官（2009年〈平成21年〉7月15日）
- 元 国土交通省大臣官房 技術審議官[3]
- 元 国土交通省東北運輸局長
- 元 国土交通省鉄道局 技術企画課長
- 元 外務省EC本部書記官
- 旧 運輸省入省（1977年〈昭和52年〉4月1日）

## 学歴
- 栄光学園高等学校卒業
- 東京大学工学部精密機械工学科卒業
- 東京大学大学院工学研究科修士課程修了